# Мишель, Уолтер
Уолтер Мишель (Walter Mischel; 22 февраля 1930, Вена — 12 сентября 2018) — американский психолог, специализировавшийся на теории личности и социальной психологии. Согласно опросу журнала «Обзор общей психологии» 2002 г. признан 25-м наиболее цитируемым психологом XX века.
Член Национальной академии наук США (2004). Получил известность благодаря изучению феномена отложенного удовольствия в «зефирном эксперименте».

## Ранние годы
Мишель родился 22 февраля 1930 в Вене, Австрия. В 1938 году Вена была оккупирована нацистами, и его семья бежала в США.. Он вырос в Бруклине (Нью-Йорк) и получил образование под руководством Дж. Келли и Джулиана Роттера в Университете Огайо, где в 1956 году получил степень Ph.D. по клинической психологии.

## Карьера
Преподавал в университетах: Колорадо с 1956 по 1958 год, Гарварда с 1958 по 1962 год и Стенфорда с 1962 по 1983 год. В 1983 году он поступает на психологический факультет Университета Колумбии.